# Heckler & Koch VP70
Heckler & Koch VP70 là loại súng ngắn bán tự động và cũng là tiểu liên do công ty vũ khí Heckler & Koch tại Đức phát triển vào năm 1968. VP là viết tắt của Vollautomatische Pistole (súng ngắn tự động) hay Volkspistole (Súng của dân chúng) và 70 là năm mẫu đầu tiên được chế tạo. Loại súng này có thiết kế khá độc đáo lúc mà nó được chế tạo, đây là loại súng ngắn đầu tiên sử dụng khung làm bằng nhựa tổng hợp để giảm trọng lượng. Dù doanh thu không được như mong đợi nhưng nó là mẫu cho nhiều loại súng thành công khác.

## Thiết kế
VP-70 sử dụng cơ chế nạp đạn blowback và chỉ có chế độ hoạt động kép. Khung súng được làm bằng nhựa tổng hợp để giảm trọng lượng. Với mẫu dành cho quân sự súng có chế độ bắn tự động ba viên, chế độ này chỉ được kích hoạt khi gắn thêm báng súng vì nút chọn chế độ bắn nằm trên báng cũng như để xạ thủ có thể chịu được độ giật của súng khi bắn ở chế độ này và giữ súng ổn định, còn nếu không gắn bắng súng thì súng chỉ có thể bắn từng viên. Khi không sử dụng báng súng có thể dùng như bao đựng súng. Còn với mẫu dành cho dân thường thì chỉ có chế độ từng viên dù có gắn báng súng.
Hệ thống nhắm cơ bản của súng là điểm ruồi. Hộp đạn của súng chứa được 18 viên.